# 오노야역
오노야역(일본어: 小野屋駅)은 일본 오이타현 유후시에 위치한 규슈 여객철도 규다이 본선의 철도역이다. 상대식 승강장 2면 2선의 구조를 갖춘 지상역이다.

## 이용 현황
| 승차 인원 추이 | 승차 인원 추이    |
| 연도           | 1일 평균 이용객수 |
| -------------- | ----------------- |
| 2000           | 400               |
| 2001           | 393               |
| 2002           | 394               |
| 2003           | 398               |
| 2004           | 379               |
| 2005           | 388               |
| 2006           | 379               |
| 2007           | 360               |
| 2008           | 342               |
| 2009           | 354               |
| 2010           | 399               |
| 2011           | 428               |

## 역 주변
- 오노야 온천
- 국도 제210호선

## 역사
- 1915년 10월 30일 : 다이토 철도 오이타시 - 이 역간 개업에 의해 설치.
- 1922년 12월 1일 : 다이토 철도가 국유화되어, 일본 철도성의 역이 된다.
- 1987년 4월 1일 : 일본국유철도 분할 민영화에 의해, 규슈 여객철도가 승계.
- 2008년 3월 15일 : 다이어 개정에 의해, 유후 · 유후DX가 전 열차 정차(임시정차).
- 2009년 3월 14일 : 유후 · 유후DX의 임시 정차를 종료.

## 인접 역
| 규다이 본선          | 규다이 본선   | 규다이 본선          |
| -------------------- | ------------- | -------------------- |
| 덴진야마 구루메 방면 | ■ 규다이 본선 | 오니가세 오이타 방면 |